# Pancratium triflorum
Pancratium triflorum là một loài thực vật có hoa trong họ Amaryllidaceae. Loài này được Roxb. mô tả khoa học đầu tiên năm 1832.